# General Catalogue of Nebulae and Clusters
Der General Catalogue (GC) oder General Catalogue of Nebulae and Clusters ist ein astronomischer Katalog, der 1864 von John Herschel veröffentlicht wurde.
Der Katalog enthält die Positionen und Beschreibungen von 5079 astronomischen Objekten, wie offene Sternhaufen, Kugelsternhaufen, planetarische Nebel, Gasnebel und Galaxien. Etwa die Hälfte der Daten wurden aus den Beobachtungen von John Herschel gewonnen. Die übrigen Daten übernahm er von seinem Vater Wilhelm Herschel. Johan Ludvig Emil Dreyer erweiterte den GC im Jahr 1878 aus unterschiedlichen Quellen bis zur Nummer 6251 (A supplement to Sir John Herschel’s "General catalogue of nebulae and clusters of stars.").
Der Katalog wurde um 1888 von Johan Ludvig Emil Dreyer mit anderen Beobachtungen kombiniert, um den New General Catalogue zu erstellen. Später wurde eine ergänzende Ausgabe des Katalogs als General Catalogue of 10,300 Multiple and Double Stars veröffentlicht.